# Roberto Córdoba Asensi
Roberto Córdoba Asensi (Madrid, 4 de desembre de 1962) va ser un ciclista espanyol que fou professional entre 1985 i 1992. El seu palmarès destaca la victòria a la Clásica de los Puertos i al Trofeu Masferrer de 1987.

## Palmarès
- 1986
  - Vencedor d'una etapa de la Volta a Múrcia
- 1987
  - 1r a la Clásica de los Puertos
  - 1r al Trofeu Masferrer
  - 1r a Picanya

### Resultats a la Volta a Espanya
- 1988. 10è de la classificació general
- 1992. 84è de la classificació general

### Resultats al Giro d'Itàlia
- 1985. 110è de la classificació general